# Consumo local

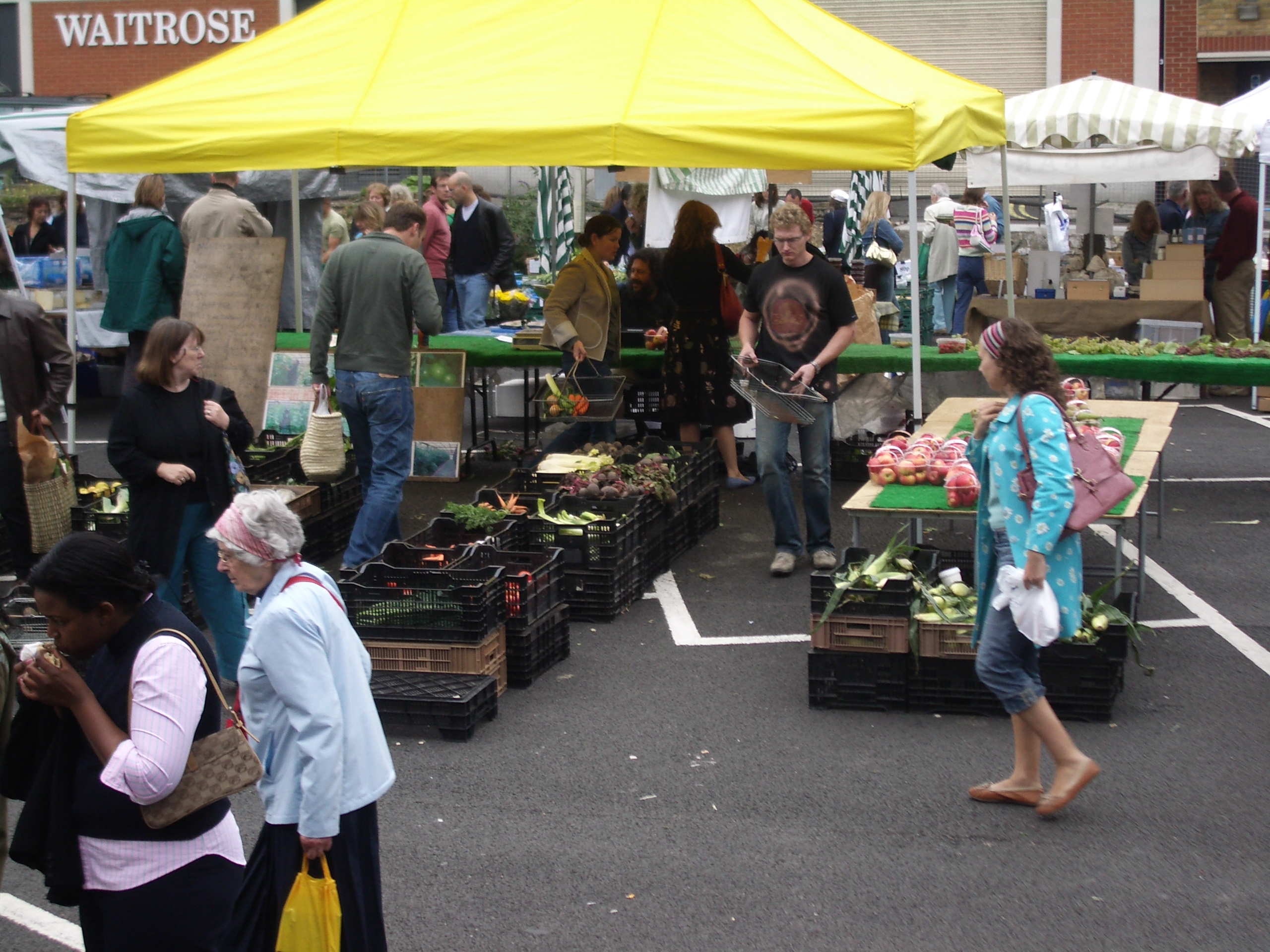
Mercado de productores en Marylebone.

El consumo local o economía local hace referencia al esfuerzo colaborativo para construir economías basadas en productos de la localidad, comarca o región. Específicamente en el ámbito de la alimentación hace referencia a la producción, procesamiento, distribución y consumo integrados para mejorar la economía, medio ambiente, salud y relaciones sociales de un lugar en particular y se considera parte de un movimiento más amplio, como es el del movimiento sostenible.
El término forma parte de la compra local y la economía basada en la comunidad, es decir, en la preferencia para comprar bienes y servicios producidos localmente.
Actores relevantes de la economía local
- personas (consumidores trabajadores): equivalen a un sumidero de bienes y servicios, realizan un trabajo a las productoras lo que genera bienes o servicios; realizan un trabajo al comercio lo que genera una venta a otros consumidores; por ese trabajo reciben un salario que les permite comprar
- comercio: compran bienes a las productoras y venden bienes a los consumidores; reciben dinero por la venta de productos pagan dinero para adquirir nuevos productos para vender; entregan un salario a sus empleados.
- Productores:  consumen insumo para la generación de productos; el consumo implica un gasto; producen bienes y servicios; la venta de bienes y servicios a comerciantes le implica un ingreso de dinero; contratan mano de obra de consumidores lo que implica un gasto

Economía abierta: mercado abierto es aquel que los productores se encuentra principalmente fuera del sistema (región) y por lo tanto los productos deben ser importados
Economía local: mercado local es donde los productores se encuentran dentro del sistema (región) y el flujo de productos hacia o desde afuera del sistema son despreciables.Se espera que este tipo de flujos sean dominantes en este tipo de economías

## Sistemas de consumo local
Los sistemas de consumo local son una alternativa a los modelos de corporaciones globales donde los productores y los consumidores están separados por una cadena de procesadores/manufactureros, intermediarios y especuladores.
El desarrollo de sistemas de alimentación locales tiene beneficios no solo medioambientales, (ver concepto de Food miles), sino también sociales y económicos a través de la mejora en las relaciones sociales locales. Comprar y producir localmente implementa responsabilidad. La distancia reduce la responsabilidad.

## Definiendo un movimiento
A principios del siglo XX comienza en Estados Unidos el declive de la granja familiar y el crecimiento de las granjas-empresa o corporativas. En los años 60 y 70, con el movimiento Back to the land, el número de miembros de pequeñas granjas que vendían gran variedad de productos a comunidades locales se incrementó. Desde finales de los años 70, el incremento del número de empresas multinacionales ha multiplicado el volumen del sistema alimentario. Desde ese mismo período, un movimiento lento pero constante de granjeros y consumidores reconstruyen relaciones y hábitos de consumo en pro de un consumo basado en la producción local y donde productor y consumidor se conocen.
El término Consumo local suele relacionarse con el eslogan Piensa globalmente, actúa localmente, utilizado en el movimiento ecologista.
Aquellos que apoyan el desarrollo de la economía basada en el consumo local de alimentos consideran que ya que el alimento es imprescindible para todos, para siempre y cada día, un pequeño cambio en la forma de producir, elaborar y distribuir, tendrá un gran efecto en la salud, el ecosistema y la preservación de la diversidad cultural. Las decisiones de compra que favorecen el consumo local, afectan directamente al bienestar de la población, mejorando las economías locales y el medioambiente.
Uno de los pioneros en el área de la economía local, fue E. F. Schumacher.
Las redes de consumo local incluyen huertos comunitarios, cooperativas de alimentos, agricultura sostenida por la comunidad , mercados de productores, Redes de intercambio de semillas (seed savers), etc. La diferencia principal entre estos sistemas y otros llamados Agrifood es la dimensión espacial.
Las redes de consumo local se describen como Comunidades basadas en la agricultura(e.g. Pimbert, et al., 2001), "Mercados agrícolas directos", o "agricultura localista"(Hines, et al., 2000). Los términos red y sistema se intercambian frecuentemente, pero parece existir preferencia por la palabra Red.

## Definiciones de local
La definición de local o regional es flexible y difiere según la persona. Por ejemplo, un negocio de quesos y una granja difieren en el concepto en tanto en cuanto el queso es fácilmente transportable a toda la comarca, mientras que los productos de granja perecederos es posible que solo puedan considerar el trayecto de un día de camino, que es lo que puede recorrer el alimento sin deteriorarse, aun cuando un día de camino en alta montaña signifique unos pocos kilómetros.
Se puede entender el término local como un área muy pequeña, como una localidad y su cinturón más inmediato, aunque también como una región natural o incluso un departamento, región o estado.
Se debe tener en cuenta que para una persona nacida en Provincia de La Pampa (143.440 km²) o en la comunidad autónoma de Castilla y León (94.223 km²), local significa dentro del estado o comunidad autónoma, mientras que existen países de bastante menor tamaño en cualquier parte del mundo (Bélgica tiene 30.510 km²), lo que significa que los alimentos que crucen una región, recorren más kilómetros que entre el sur y el norte en otro país. De hecho, existen argumentos para no utilizar las fronteras de países para definir el concepto de local. Buen ejemplo de ello es que el queso producido en Alsacia (Francia) es más local para un alemán, de Fráncfort del Meno que para un francés de Marsella.

## Propuestas
Que tenemos que hacer
- Generar incentivos y o conciencia dentro de los consumidores y comerciantes de los beneficios que significa el consumo local
- Apoyo para la disminución de costos en la producción local
- Mejorar los canales de comercialización de los productos locales

Acciones posibles
- Desarrollar campaña educativa a comerciantes y consumidores, para que conozcan los beneficios del consumo local
- Apoyar las instancias de ventas de productos locales
- Apoyar la generación cooperativas de productores para bajar costos de producción
- Relanzamiento de sello local que identifique a los productores y comerciantes locales
- Generación de normativas comunales para él apoyo de productores y comercio local.

Campaña educativa
- Ciclos de Documentales y charlas
- Generación foros de discusión
- Campaña comunicacional con spot radiales, tv, insertos, con el objeto de reforzar los beneficios de la economía local.
- Apoyo a aquellos establecimientos educacionales que generen formación en producción local.

Generación cooperativas de producción
- Prestar asesoría legal para su conformación
- Apoyo a la búsqueda y generación de fondos que vayan en directo apoyo a este tipo de cooperativas
- Formación de convenios especiales para este tipo de asociaciones con la municipalidad. Por ejemplo prodesal.
- Apoyar la comercialización de producto locales
- Apoyar la generación de ferias libres por sectores dentro de Coyhaique, generando un circuito permanente.
- Preparar y presentar un proyecto de mercado local al FDNR.
- Preparar y presentar un proyecto para un terminal regional de productos locales al FDNR.
- Apoyar la actual feria libre mejorando sus condiciones de ventas  con basureros, toldos etc.

Sello Local
- Generación de un catastro de productores y consumidores locales
- Crear una categorización de grado de localidad
- Apoyo comercial y publicitario al sello.

Normativas
- Bajar valor de pago por concepto de recolección de basuras, a aquellos comerciantes que ocupen productores locales que minimicen la generación de residuos
- Bajar costos de pago por publicidad a aquellos locales que  posean carteles de madera confeccionados por artesanos locales
- Bajar valor de pago por tema de basura a aquellos locales comerciales que opten por bolsas permanentes confeccionadas en la región.
- Generar un mecanismo para que en las licitaciones municipales se discrimine positivamente a las empresas locales  por sobre las otras